# Elecciones generales de Costa Rica de 1994
Las elecciones presidenciales de Costa Rica de 1994 fueron realizadas el domingo 6 de febrero del año 1994. Se realizaron en un entorno rígidamente bipartidista con los principales candidatos José María Figueres Olsen del Partido Liberación Nacional y Miguel Ángel Rodríguez Echeverría del Partido Unidad Social Cristiana, resultando ganador el liberacionista Figueres sobre su rival conservador. El abstencionismo fue del 19%.

## Elecciones primarias

### Partido Liberación Nacional
La Convención Nacional Liberacionista de 1993 se realizó entre los precandidatos José María Figueres Olsen, hijo del caudillo liberacionista y expresidente José Figueres Ferrer; Margarita Penón Góngora, ex primera dama y entonces esposa de Óscar Arias; el abogado y futbolista José Miguel Corrales Bolaños que luego sería candidato presidencial en 1998; el ingeniero Rolando Araya Monge y ex ejecutivo municipal de San José que luego sería candidato presidencial en el 2002, así como Francisco Morales Hernández y Juan Antillón Montealegre.
Fue un proceso de elecciones primarias realizadas a lo interno del Partido Liberación Nacional el 6 de junio de 1993 para definir a su candidato presidencial que compitiera en las elecciones presidenciales de 1994. 
Se caracterizó por el gran número de precandidatos que tuvo, más que en cualquier otra convención liberacionista previa o posterior hasta la fecha, ya que hubo seis precandidatos: José María Figueres Olsen, Margarita Penón Góngora, José Miguel Corrales Bolaños, Rolando Araya Monge, Francisco Morales Hernández y Juan Antillón Montealegre. 
De estos, tres provenían de familias destacadas de la política y del PLN, como Figueres Olsen quien era hijo del caudillo fundador del liberacionismo y del bando ganador durante la revolución del 48 José Figueres Ferrer, Margarita Penón era entonces esposa del expresidente y Premio Nobel de la Paz Óscar Arias Sánchez y Rolando Araya era sobrino del expresidente Luis Alberto Monge y todos gozaban del respaldo de sus familias. Además el precandidato José Miguel Corrales gozaba de gran popularidad y una importante base de respaldo por su labor popular cuando fue diputado, especialmente en la Comisión de Narcotráfico.
La precampaña fue particularmente dura. Corrales sacó a relucir algunas de las acusaciones que se hicieron contra Figueres (de las cuales luego el PUSC utilizaría en su contra en campaña) como un presunto vínculo en el homicidio de un joven preso vendedor de marihuana y presunto informante judicial (Caso Chemise). Finalmente Figueres logró imponerse en parte gracias al peso simbólico que tenía su apellido como hijo del más importante líder histórico del partido y abanderado del figuerismo, por encima de Penón, la candidata del arismo, Araya el candidato respaldado por el mongismo y Corrales cuya tendencia, el corralismo, gozaba de importantes apoyos populares.
Sin embargo, Corrales no reconoció el triunfo e interpuso diversos recursos ante los tribunales exigiendo un reconteo o la repetición de la elección. Así mismo, Corrales afirmó que él no apoyaría a Figueres aún si este ganaba las primarias, algo inusual en la política costarricense de la etapa bipartidista en la cual los precandidatos normalmente se plegaban al partido una vez pasada la convención. Penón y Araya tampoco dieron su adhesión inmediata a Figueres.
Esta fue la primera elección en que una mujer, la ex primera dama Margarita Penón, se inscribió como precandidata presidencial del PLN. También se discutió durante el proceso la posibilidad de realizar elecciones de candidatos a diputados abiertas.
|  | 57.62 % |

|  | 23.96 % |

|  | 16.29 % |

|  | 1.55 % |

|  | 0.35 % |

|  | 0.20 % |

### Partido Unidad Social Cristiana
Por su parte la Convención Nacional Socialcristiana de 1993 se realizó entre Miguel Ángel Rodríguez Echeverría y el hijo del expresidente conservador José Joaquín Trejos Fernández; José Joaquín Trejos Fonseca. Rodríguez ya había sido precandidato en la convención anterior.
La Convención Nacional Socialcristiana de 1993 fue un proceso mediante el cual se eligió al candidato presidencial del Partido Unidad Social Cristiana para participar en las elecciones presidenciales de 1994. 
Se disputaron la nominación dos precandidatos: Miguel Ángel Rodríguez Echeverría, economista y empresario de pensamiento liberal, y Juan José Trejos Fonseca, hijo del expresidente José Joaquín Trejos Fernández. La precampaña se enfocó mucho en el tema ideológico (a diferencia de la convención de sus rivales liberacionistas del mismo año) pues Trejos acusó a Rodríguez de no seguir los verdaderos principios socialcristianos sino de ser un neoliberal. La elección fue ganada por Rodríguez quien competiría en las elecciones perdiendo frente al candidato del Partido Liberación Nacional, José María Figueres Olsen. 
|  | 75 % |

|  | 23 % |

## Candidatos minoritarios
El candidato de la izquierda fue el escritor, periodista y folclorista Miguel Salguero, postulado por Fuerza Democrática y fue el que recibió más votos fuera de los dos partidos grandes (2%), otros partidos que postularon candidatos y obtuvieron menos del 1% fueron Alianza Nacional Cristiana, Partido Nacional Independiente, Partido Unión General y Partido Independiente. En estas elecciones fue la primera vez que una mujer fue candidata presidencial; la abogada Norma Vargas Duarte por el PUGEN.

## Campaña
Las primarias en ambos partidos tradicionales fueron muy tensas con gran enfrentamiento entre los precandidatos. En el caso del PUSC estás se concentraron mayormente en temas ideológicos. Trejos Fonseca acusó a su rival Miguel Ángel Rodríguez de no ser genuinamente socialcristiano ni adherirse a los valores sociales de la democracia cristiana sino ser básicamente un liberal. Rodríguez en efecto era abiertamente partidario de un liberalismo clásico que promulgaba la menor intervención estatal posible.
En cambio en el PLN la precampaña se basó en ataques más personales, especialmente de parte del precandidato José Miguel Corrales hacia Figueres Olsen acusándolo de estar involucrado en el "Caso Chemise", el supuesto vínculo de Figueres Olsen en la muerte de un joven preso narcotraficante durante el último año de la tercera administración de su padre. Dicho caso que salió a la luz pública en un libro publicado para esa época fue contestado por Figueres Olsen mediante una demanda por difamación contra los autores que fue sobreseída. Corrales no le dio su apoyo a Figueres una vez pasada la convención.
Pasada la precampaña ambos partidos principales iniciaron una propaganda bastante agresiva e incluso recurrieron a la campaña sucia. El PUSC usaba en su campaña imágenes del pasado de Figueres Olsen, aduciendo que provenía de una familia de militares (en alusión a su padre, José Figueres, quien se alzó en armas en 1948 y comandó el ejército rebelde) y que había sido educado como militar al ser graduado de West Point, esto con la intención de generar el temor en la población de un posible gobierno autoritario, así como hicieron uso del escándalo sobre el Caso Chemise que empañaba la imagen de Figueres.
El PLN concentró sus críticas hacia Rodríguez señalando su pasado empresarial tratando de mostrarlo como un empresario frío y economicista y un adepto al neoliberalismo más puro. No obstante Figueres mismo, quien ganaría las elecciones, se alejaría de la línea ideológica tradicional de su partido implementando muchas políticas económicas neoliberales en gobierno.

## Presidente y Vicepresidentes

### Resultados
|  | 49.62 % |

|  | 47.74 % |

|  | 1.90 % |

|  | 0.33 % |

|  | 0.16 % |

|  | 0.14 % |

|  | 0.11 % |

|  | 97.44 % |

|  | 0.34 % |

|  | 2.01 % |

|  | 100.00 % |

|  | 81.11 % |

### Por provincia
| Provincia  | Figueres (PLN) | Figueres (PLN) | Rodríguez (PUSC) | Rodríguez (PUSC) | Zúñiga (FD) | Zúñiga (FD) | Matamoros (ANC) | Matamoros (ANC) | González (PNI) | González (PNI) | Vargas (PUGEN) | Vargas (PUGEN) | Esquivel (PI) | Esquivel (PI) |      |
| Provincia  | Votos          | %              | Votos            | %                | Votos       | %           | Votos           | %               | Votos          | %              | Votos          | %              | Votos         | %             |      |
| ---------- | -------------- | -------------- | ---------------- | ---------------- | ----------- | ----------- | --------------- | --------------- | -------------- | -------------- | -------------- | -------------- | ------------- | ------------- | ---- |
| Provincia  | Alajuela       | 136,933        | 50.30            | 129,050          | 47.41       | 4,648       | 1.71            | 794             | 0.29           | 357            | 0.13           | 213            | 0.08          | 233           | 0.09 |
| Cartago    | 86,946         | 50.33          | 80,865           | 46.81            | 3,514       | 2.03        | 606             | 0.35            | 339            | 0.20           | 272            | 0.16           | 211           | 0.12          |      |
| Guanacaste | 53,644         | 50.03          | 52,165           | 48.66            | 663         | 0.62        | 284             | 0.26            | 152            | 0.14           | 88             | 0.08           | 218           | 0.20          |      |
| Heredia    | 67,221         | 49.89          | 63,215           | 46.91            | 3,464       | 2.57        | 369             | 0.27            | 194            | 0.14           | 179            | 0.13           | 106           | 0.08          |      |
| Limón      | 44,947         | 46.26          | 49,813           | 51.27            | 1,223       | 1.26        | 546             | 0.56            | 223            | 0.23           | 162            | 0.17           | 240           | 0.25          |      |
| Puntarenas | 63,421         | 49.06          | 63,466           | 49.09            | 966         | 0.75        | 765             | 0.59            | 242            | 0.19           | 267            | 0.21           | 155           | 0.12          |      |
| San José   | 286,277        | 49.63          | 272,754          | 47.29            | 13,796      | 2.39        | 1,616           | 0.28            | 919            | 0.16           | 969            | 0.17           | 437           | 0.08          |      |
| Total      | 739,339        | 49.62          | 711,328          | 47.74            | 28,274      | 1.90        | 4,980           | 0.33            | 2,426          | 0.16           | 2,150          | 0.14           | 1,600         | 0.11          |      |

## Asamblea Legislativa
Las elecciones legislativas de Costa Rica de 1994 se realizaron el 6 de febrero de manera concurrente con las elecciones presidenciales y de regidores municipales. En ellas resultó vencedor el Partido Liberación Nacional que quedó a un voto de obtener mayoría simple (29 diputados), seguido del Partido Unidad Social Cristiana que pasaba a ser primera fuerza de oposición. Entra al Parlamento por primera vez la formación progresista Fuerza Democrática con dos diputados y la izquierda tradicional representada por Vanguardia Popular queda fuera por primera vez desde su re-legalización en 1978. Hubo además dos diputados de partidos agraristas en el entorno rígidamente bipartidista de la época. 
En estas elecciones fueron elegidos diputados por primera vez los futuros candidatos presidenciales Ottón Solís Fallas y Antonio Álvarez Desanti.

### Partidos participantes
|  | 44.61 % |

|  | 40.38 % |

|  | 5.32 % |

|  | 1.72 % |

|  | 1.43 % |

|  | 1.36 % |

|  | 1.11 % |

|  | 0.92 % |

|  | 0.87 % |

|  | 0.79 % |

|  | 0.62 % |

|  | 0.37 % |

|  | 0.26 % |

|  | 0.19 % |

|  | 0.06 % |

|  | 96.72 % |

|  | 1.07 % |

|  | 2.21 % |

|  | 100.00 % |

|  | 81.09 % |

### Por provincia
| Provincia  | Liberación Nacional | Liberación Nacional | Unidad Social Cristiana | Unidad Social Cristiana | Fuerza Democrática | Fuerza Democrática | Unión General | Unión General | Alianza Nacional Cristiana | Alianza Nacional Cristiana | Vanguardia Popular | Vanguardia Popular | Nacional Independiente | Nacional Independiente | Otros | Otros |   |
| Provincia  | %                   | S                   | %                       | S                       | %                  | S                  | %             | S             | %                          | S                          | %                  | S                  | %                      | S                      | %     | S     |   |
| ---------- | ------------------- | ------------------- | ----------------------- | ----------------------- | ------------------ | ------------------ | ------------- | ------------- | -------------------------- | -------------------------- | ------------------ | ------------------ | ---------------------- | ---------------------- | ----- | ----- | - |
| Provincia  | San José            | 44.21               | 10                      | 39.76                   | 9                  | 8.30               | 2             | 2.34          | 0                          | 1.53                       | 0                  | 1.84               | 0                      | 1.50                   | 0     | 0.52  | 0 |
| Alajuela   | 46.36               | 5                   | 41.26                   | 5                       | 3.43               | 0                  | 0.40          | 0             | 1.15                       | 0                          | 0.62               | 0                  | 0.35                   | 0                      | 6.43  | 0     |   |
| Cartago    | 43.93               | 3                   | 37.73                   | 2                       | 3.39               | 0                  | 2.47          | 0             | 0.88                       | 0                          | 0.66               | 0                  | 0.61                   | 0                      | 10.33 | 1     |   |
| Heredia    | 45.93               | 3                   | 40.93                   | 2                       | 7.86               | 0                  | 1.73          | 0             | 1.18                       | 0                          | 1.28               | 0                  | 0.51                   | 0                      | 0.58  | 0     |   |
| Guanacaste | 47.23               | 3                   | 44.02                   | 2                       | 1.88               | 0                  | 0.73          | 0             | 0.61                       | 0                          | -                  | -                  | 0.43                   | 0                      | 5.09  | 0     |   |
| Puntarenas | 45.81               | 3                   | 43.63                   | 3                       | 1.85               | 0                  | 2.49          | 0             | 3.33                       | 0                          | 2.04               | 0                  | 0.55                   | 0                      | 0.30  | 0     |   |
| Limón      | 36.85               | 1                   | 37.14                   | 2                       | 0.96               | 0                  | 0.46          | 0             | 1.28                       | 0                          | 2.51               | 0                  | 0.36                   | 0                      | 20.44 | 1     |   |
| Total      | 44.61               | 28                  | 40.38                   | 25                      | 5.32               | 2                  | 1.72          | 0             | 1.43                       | 0                          | 1.36               | 0                  | 0.87                   | 0                      | 4.31  | 2     |   |

### Concejos municipales
| Partidos                  | Partidos                                      | Votos     | %      | ±     | Regidores | Regidores | Síndicos | Síndicos |
| Partidos                  | Partidos                                      | Votos     | %      | ±     | Total     | +/-       | Total    | +/-      |
| ------------------------- | --------------------------------------------- | --------- | ------ | ----- | --------- | --------- | -------- | -------- |
|                           | Liberación Nacional (PLN)                     | 684,648   | 46.36  | +3.64 | 269       | +37       | 323      | +162     |
|                           | Unidad Social Cristiana (PUSC)                | 612,918   | 41.51  | -5.19 | 232       | -42       | 105      | -160     |
|                           | Fuerza Democrática (PFD)                      | 72,412    | 4.90   | +4.31 | 22        | +22       | 0        | 0        |
|                           | Partido Unión General (PUGEN)                 | 24,148    | 1.64   | -0.48 | 4         | 0         | 0        | 0        |
|                           | Vanguardia Popular (PVP)                      | 19,069    | 1.29   | Nuevo | 2         | Nuevo     | 0        | Nuevo    |
|                           | Partido Agrario Nacional (PAN)                | 16,667    | 1.13   | +0.75 | 7         | +5        | 0        | 0        |
|                           | Partido Acción Democrática Alajuelense (PADA) | 11,549    | 0.78   | +0.78 | 3         | +3        | 0        | 0        |
|                           | Nacional Independiente (PNI)                  | 8,717     | 0.59   | -0.37 | 0         | 0         | 0        | 0        |
|                           | Independiente (PI)                            | 6,036     | 0.41   | +0.07 | 1         | 0         | 0        | 0        |
|                           | Partido Acción Laborista Agrícola (PALA)      | 4,979     | 0.34   | -0.07 | 0         | -3        | 0        | Nuevo    |
|                           | Guanacaste Independiente (PGI)                | 4,878     | 0.33   | Nuevo | 2         | Nuevo     | 0        | Nuevo    |
|                           | Auténtico Limonense (PAL)                     | 4,534     | 0.31   | +0.03 | 1         | 0         | 0        | 0        |
|                           | Convergencia Nacional (PCN)                   | 3,563     | 0.24   | Nuevo | 0         | Nuevo     | 0        | Nuevo    |
|                           | Alajuelita Nueva (PALNU)                      | 2,584     | 0.17   | +0.02 | 1         | 0         | 0        | 0        |
|                           |                                               |           |        |       |           |           |          |          |
| Votos válidos             | Votos válidos                                 | 1,476,702 | 96.77  |       |           |           |          |          |
| Votos en blanco           | Votos en blanco                               | 20,544    | 1.35   |       |           |           |          |          |
| Votos nulos               | Votos nulos                                   | 28,626    | 1.88   |       |           |           |          |          |
| Total                     | Total                                         | 1,525,872 | 100.00 | -     | 544       | +18       | 428      | +2       |
| Registrados/Participación | Registrados/Participación                     | 1,691,689 | 81.11  |       |           |           |          |          |
|                           |                                               |           |        |       |           |           |          |          |
| Fuentes                   |                                               |           |        |       |           |           |          |          |